# Dywizja Pancerna Feldherrnhalle (III Rzesza)
Dywizja Pancerna Feldherrnhalle (niem. Panzer-Division Feldherrnhalle ) – niemiecka dywizja  pancerna z okresu II wojny światowej.

## Historia dywizji
Dywizja powstała 27 listopada 1944 na Węgrzech w wyniku przebudowy resztek rozbitej pod Mińskiem Dywizji Grenadierów Pancernych Feldherrnhalle (wcześniej 60 Dywizja Piechoty). W okresie listopad 1944 – luty 1945 dywizja walczyła na Węgrzech i brała udział w niemieckich próbach odblokowania Budapesztu. 11 lutego dywizja wyrwała się z okrążonej stolicy Węgier, jednak została rozbita zanim osiągnęła linie niemieckie. 
Kolejny raz dywizję odbudowano w Słowacji w marcu 1945 r., gdzie wchłonęła resztki 182 i 711 Dywizji Piechoty. Walczyła do końca wojny kończąc szlak bojowy na wschód od Pragi w kotle Deutsch-Brod.
Po powstaniu Dywizji Pancernej Feldherrnhalle 2, do nazwy jednostki dodano numer 1.

## Dowódca
- gen. mjr	Günther Pape

## Struktura organizacyjna
Skład w lutym 1945:
- pułk pancerny Feldherrnhalle 1 – (Panzer-Regiment Feldherrnhalle 1)
- pułk grenadierów pancernych Feldherrnhalle 1 – (Panzer-Grenadier-Regiment Feldherrnhalle 1)
- pułk artylerii pancernej Feldherrnhalle 1 – (Panzer-Artillerie-Regiment Feldherrnhalle 1)
- pułk artylerii przeciwlotniczej Feldherrnhalle 1 – (Heeres-Flak-Artillerie-Abteilung Feldherrnhalle 1)
- oddział niszczycieli czołgów Feldherrnhalle 1 – (Panzerjäger-Abteilung Feldherrnhalle 1)
- batalion pionierów Feldherrnhalle 1 – (Panzer-Pionier-Bataillon Feldherrnhalle 1)
- Panzer-Nachrichten-Kompanie Feldherrnhalle 1
- Panzer-Versorgungstruppen

## Podległość
- listopad i grudzień 1944 – III Korpus Pancerny (III Rzesza)
- styczeń 1945 – IX Korpus Górski SS
- luty 1945 – w odwodzie Grupy Armii Południe
- marzec 1945 – kwiecień – Korpus Pancerny Feldherrnhalle
- maj 1945 – 1 Armia Pancerna (III Rzesza) (brak informacji o korpusie).